# Paracassidina anasilla
Paracassidina anasilla är en kräftdjursart som beskrevs av Bruce1994. Paracassidina anasilla ingår i släktet Paracassidina och familjen klotkräftor. Inga underarter finns listade i Catalogue of Life.